# Ben Spanhaak
Ben Spanhaak (Zwolle, 30 augustus 1947) is een Nederlands voormalig voetballer die bij voorkeur als verdediger speelde. Hij speelde negen seizoenen voor PEC Zwolle. In 1975 moest hij noodgedwongen stoppen nadat hij bij een kopbal de banden in zijn halswervels gescheurd had.

## Carrièrestatistieken
| Seizoen         | Club            | Land            | Competitie      | Competitie | Competitie | Beker | Beker | Internationaal | Internationaal | Overig | Overig | Totaal | Totaal |
| Seizoen         | Club            | Land            | Competitie      | Wed.       | Dlp.       | Wed.  | Dlp.  | Wed.           | Dlp.           | Wed.   | Dlp.   | Wed.   | Dlp.   |
| --------------- | --------------- | --------------- | --------------- | ---------- | ---------- | ----- | ----- | -------------- | -------------- | ------ | ------ | ------ | ------ |
| 1966/67         | PEC             | Nederland       | Tweede divisie  | –          | 1          | –     | 0     | 0              | 0              | 0      | 0      | –      | 1      |
| 1967/68         | PEC             | Nederland       | Tweede divisie  | –          | 0          | –     | 0     | 0              | 0              | 0      | 0      | –      | 0      |
| 1968/69         | PEC             | Nederland       | Tweede divisie  | –          | 1          | 1     | 0     | 0              | 0              | 0      | 0      | –      | 1      |
| 1969/70         | PEC             | Nederland       | Tweede divisie  | –          | 0          | 1     | 0     | 0              | 0              | 0      | 0      | –      | 0      |
| 1970/71         | PEC             | Nederland       | Tweede divisie  | –          | 0          | 1     | 0     | 0              | 0              | 0      | 0      | –      | 0      |
| 1971/72         | PEC Zwolle      | Nederland       | Eerste divisie  | –          | 1          | 1     | 0     | 0              | 0              | 0      | 0      | –      | 1      |
| 1972/73         | PEC Zwolle      | Nederland       | Eerste divisie  | –          | 0          | 0     | 0     | 0              | 0              | 0      | 0      | –      | 0      |
| 1973/74         | PEC Zwolle      | Nederland       | Eerste divisie  | –          | 1          | 0     | 0     | 0              | 0              | 0      | 0      | –      | 1      |
| 1974/75         | PEC Zwolle      | Nederland       | Eerste divisie  | –          | 1          | 1*    | 0     | 0              | 0              | 0      | 0      | –      | 1      |
| 1975/76         | PEC Zwolle      | Nederland       | Eerste divisie  | –          | 0          | –     | 0     | 0              | 0              | 0      | 0      | –      | 0      |
| Carrière totaal | Carrière totaal | Carrière totaal | Carrière totaal | –          | 5          | –     | 0     | 0              | 0              | 0      | 0      | –      | 5      |

## Erelijst

### MetPEC Zwolle
| Competitie     | Winnaar | Winnaar | Runner-up | Runner-up |
| Competitie     | Aantal  | Jaren   | Aantal    | Jaren     |
| -------------- | ------- | ------- | --------- | --------- |
| Nationaal      |         |         |           |           |
| Eerste divisie |         |         | 1x        | 1972/73   |
| Tweede divisie |         |         | 1x        | 1970/71   |